# متحف شارانت للآداب والفنون
متحف شارانت للآداب والفنون هو أكبر مستودع للمخطوطات والكتب الأرمنية للسنوات الثلاثمئة الماضية[بحاجة لمصدر] يقع في مدينة يريفان في أرمينيا. تم تصميم المؤسسة في عام 1954 كمتحف للأدب والفنون إبان الاتحاد السوفياتي الأرمني، وقد تطورت لتصبح مركزًا بارزًا للأبحاث، حيث توجد في الوقت الحالي أرشفة نحو ست مئة من المؤلفين والمؤلفات والموسيقيين الأرمن. وابتداء من عام 1967، تم تسمية المتحف باسم الشاعر الأرميني Yeghishe Charents.
بالإضافة إلى المخطوطات ومكتبتها الواسعة، يمتلك المتحف العديد من الصور، والملصقات، والمسودات، والأزياء، والعروض المسرحية، والتحف الشخصية، والآلات الموسيقية، التي تقدم رؤية شاملة لحياة الفنانين. بعض هذه المواد معروضة في قاعة المعرض الكبيرة للمعهد.
ينشر المتحف الكتب الأكاديمية ويكرس عروضا خاصة للأرقام الأدبية الأرمينية.